# Diecezja Bunda
Diecezja Bunda (łac. Diœcesis Bundana) – diecezja rzymskokatolicka w Tanzanii, sufragania metropolii Mwanza. Powstała 27 listopada 2010.

## Główne świątynie
- Katedra: Katedra św. Pawła w Bundzie

## Biskupi diecezjalni
- Renatus Nkwande (2010-2019)
- Simon Chibuga Masondole (od 2021)